# Anosia edmondii
Anosia edmondii är en fjärilsart som beskrevs av Bougaunville 1837. Anosia edmondii ingår i släktet Anosia och familjen praktfjärilar. Inga underarter finns listade i Catalogue of Life.